# Gavin Hoyte
Gavin Andrew Hoyte (* 6. června 1990, Londýn, Spojené království) je anglický fotbalový obránce, který v současnosti hraje za Gillingham FC.
V mládežnických kategoriích reprezentoval Anglii, na seniorské úrovni obléká dres reprezentace Trinidadu a Tobaga.